# El Brial
El Brial of El Barrial is een plaats in het departement Tarija, Bolivia. Het is naar aantal inwoners de vijfde grootste plaats van de gemeente Yacuíba, gelegen in de Gran Chaco provincie. 

## Bevolking
| Jaar | Populatie |
| ---- | --------- |
| 1992 | 552       |
| 2001 | 403       |
| 2012 | 1.405     |